# Karl Gottlob Rössig
Karl Gottlob Rössig, född den 27 december 1752 i Merseburg, död den 21 november 1806 i Leipzig, var en tysk rättslärd.
Rössig studerade 1770–83 filosofi och rättsvetenskap vid Leipzigs universitet. Sistnämnda år blev han magister artium och Dr. jur. där. År 1784 blev han privatdocent vid den juridiska och samtidigt extra ordinarie professor vid den filosofiska fakulteten i Leipzig samt 1793 ordinarie professor i natur- och folkrätt.